# Бријенон
Бријенон (фр. Briennon) насеље је и општина у источној Француској у региону Рона-Алпи, у департману Лоара која припада префектури Роан.
По подацима из 2011. године у општини је живело 1744 становника, а густина насељености је износила 73,15 становника/km². Општина се простире на површини од 23,84 km². Налази се на средњој надморској висини од 275 метара (максималној 345 m, а минималној 253 m).

## Демографија
| 1962. | 1968. | 1975. | 1982. | 1990. | 1999. | 2011. |
| ----- | ----- | ----- | ----- | ----- | ----- | ----- |
| 1.229 | 1.237 | 1.236 | 1.580 | 1.652 | 1.681 | 1.744 |

График промене броја становника у току последњих година